# Anne-Marie Martin
Anne-Marie Martin (* 11. November 1957 in Toronto, Ontario), eigentlich Edmonda Benton, ist eine kanadische Schauspielerin.

## Leben
Martin spielte ab Mitte der 1970er Jahre zunächst unter dem Namen Eddie Benton Gastrollen in verschiedenen Fernsehserien und hatte eine wiederkehrende Rolle in der kurzlebigen Arztserie Rafferty. 1979 spielte sie eine der Hauptrollen im Science-Fiction-Film Delta III – Wir wollen nicht zur Erde zurück und im Jahr darauf im kanadischen Slasher-Film Prom Night – Die Nacht des Schlächters. Ab 1981 verwendete sie das Pseudonym Anne-Marie Martin. Zwischen 1982 und 1985 spielte sie Gwen Davies in der US-amerikanischen Seifenoper Zeit der Sehnsucht. Bekannt wurde sie durch die Darstellung der Rolle der Dori Doreau in der Fernsehserie Sledge Hammer!
1987 heiratete sie den Autor Michael Crichton und zog sich aus der Schauspielerei zurück. Sie hat mit ihm eine 1989 geborene Tochter. 1996 schrieb sie gemeinsam mit ihrem Mann das Drehbuch für den Actionfilm Twister, für welches beide im Jahr darauf mit der Goldenen Himbeere ausgezeichnet wurden. 2002 ließ sie sich von Crichton scheiden.

## Filmografie (Auswahl)
Schauspielerin
- 1976: Wonder Woman (Fernsehserie, Folge 1x04)
- 1977: Rafferty (Fernsehserie, 3 Folgen)
- 1977: Die Straßen von San Francisco (The Streets of San Francisco, Fernsehserie, Folge 5x18)
- 1978: Dr. Strange (Fernsehfilm)
- 1979: Delta III – Wir wollen nicht zur Erde zurück (The Shape of Things to Come)
- 1980: Prom Night – Die Nacht des Schlächters (Prom Night)
- 1980: Buck Rogers (Buck Rogers in the 25th Century, Fernsehserie, Folge 1x16)
- 1981: Gefangene der Bestien (Spielfilm)
- 1981: Mr. Merlin (Fernsehserie)
- 1981: Halloween II – Das Grauen kehrt zurück (Halloween II)
- 1983–1985: Zeit der Sehnsucht (Days of our Lives, Fernsehserie, 6 Folgen)
- 1983: T. J. Hooker (Fernsehserie, Folge 2x22)
- 1984: Runaway – Spinnen des Todes (Runaway)
- 1986: Ein Engel auf Erden (Highway to Heaven, Fernsehserie, Folge 2x15)
- 1986–1988: Sledge Hammer! (Fernsehserie, 41 Folgen)

Drehbuch
- 1996: Twister

## Auszeichnungen
- 1997: Goldene Himbeere für Twister